# Блотниця (річка)
Блотниця( пол. Błotnica) — річка в Польщі, у Колобжеському повіті Західнопоморського воєводства.

## Опис
Довжина річки 26,7 км, найкоротша відстань між витоком і гирлом — 20,46 км, коефіцієнт звивистості річки — 1,21 .

## Розташування
На східній стороні від села Тжинік ґміни Семишль річка випливає з озера Камяниця (пол. jezioro Kamienica). Тече переважно на північний захід і впадає у озеро Ресно Приморське (пол. jezioro Resko Przymorskie).
Притоки: Овужна, Стружка (праві).
У селі Блотниця річку перетинає автошлях 102.
Населені пункти вздовж берегової смуги: Каміца, Вшеміжице, Плавеціно, Ніжин, Грабово, Блотница, Гломачево.

## Іхтіофауна
- У річці водиться коричнева та морська форель.

## Цікаві факти
- На північно-західній стороні від гирла річки у населеному пункті Рогово розташований музей авіації та військової техніки.
- Назва Блотниця була офіційно представлена в 1948 році, замінивши попередню німецьку назву річки — Спі Бах.